# Santessonia
Santessonia is een geslacht van korstmossen behorend tot de familie Caliciaceae. Er is geen typesoort bij het geslacht aangegeven. De typesoort is Santessonia namibensis.

## Soorten
Volgens Index Fungorum telt het geslacht negen soorten (peildatum december 2022):
| Soortnaam                 | Auteur(s)           | Publicatiejaar |
| ------------------------- | ------------------- | -------------- |
| Santessonia bactridifolii | Bat. & Cavalc.      | 1967           |
| Santessonia cervicornis   | (Follmann) Follmann | 1995           |
| Santessonia epiphylla     | Bat. & Cavalc.      | 1965           |
| Santessonia hereroensis   | (Vain.) Follmann    | 1987           |
| Santessonia lagunebergii  | Sérus. & Wessels    | 1984           |
| Santessonia namibensis    | Hale & Vobis        | 1978           |
| Santessonia peruviensis   | Follmann            | 2006           |
| Santessonia roccelloides  | Follmann            | 2006           |
| Santessonia sorediata     | Sérus. & Wessels    | 1984           |